# Eerste Luchtverkeer Tentoonstelling Amsterdam

Il manifesto pubblicitario della manifestazione

L'Eerste Luchtverkeer Tentoonstelling Amsterdam - ELTA (Prima Esibizione Aeronautica di Amsterdam - ELTA) è stata una manifestazione aerea tenutasi ad Amsterdam-Noord dal 1º agosto al 14 settembre 1919. L'evento fu co-organizzato da Albert Plesman, pioniere dell'aviazione e futuro fondatore della KLM. La manifestazione, in cui erano presenti circa 100 aerei, fu visitata da oltre 500.000 persone.

## Antefatti
Durante la prima guerra mondiale parallelamente all'aviazione militare, che ebbe un notevole sviluppo, molti paesi iniziarono a pianificare l'introduzione di servizi di trasporto aereo civili. Nel 1919 alcuni ufficiali della Luchtvaartafdeeling, l'aeronautica militare dei Paesi Bassi, pubblicarono un saggio sulle possibilità date dallo sviluppo dell'aviazione civile.
Il saggio fu letto da Albert Plesman, pioniere dell'aviazione olandese che alla fine del 1919 fonderà la KLM, che iniziò ad interrogarsi su come suscitare interesse per tali piani nel suo paese. I Paesi Bassi difatti erano rimasti neutrali, ottenendo benefici dai commerci in tempo di guerra, e la popolazione quindi aveva poca conoscenza degli aerei. Gli unici ad operare erano quelli dell'aeronautica militare, che impiegava alcuni modelli di costruzione locale, come gli Spijker V.2, a cui si affiancavano velivoli di costruzione britannica, francese e tedesca.

## Organizzazione
L'idea di organizzare una manifestazione aerea fu di Plesman e di M.L.J. Hofstee, uno degli ufficiali che avevano contribuito al saggio. L'evento, nelle loro intenzioni, doveva concentrarsi maggiormente sull'aviazione civile, mostrando al pubblico le potenzialità di un suo sviluppo.
Plesman e Hofstee riuscirono ad ottenere anche un finanziamento da parte del governo olandese. I preparativi della Eerste Luchtverkeer Tentoonstelling Amsterdam - ELTA (Prima Esibizione Aeronautica di Amsterdam - ELTA) iniziarono già nel marzo 1919, con la creazione del Vereeniging Eerste Luchtverkeer Tentoonstelling Amsterdam (Associazione per la Promozione della Prima Esibizione Aeronautica di Amsterdam).
L'associazione fu presieduta dallo stesso Plesman e dal generale in pensione Cornelis Jacobus Snijders, con Hofstee che prese il ruolo di segretario.
Il luogo scelto fu Amsterdam, precisamente nella zona di Amsterdam-Noord. Il progetto dell'area espositiva, composta da un padiglione e da un aerodromo di 670x750 m
, fu affidato all'architetto olandese Dirk Roosenburg.
Nonostante un breve sciopero degli operai addetti alla costruzione, il padiglione fu terminato già in luglio. La manifestazione non riuscì comunque ad aprire il 5 luglio, come preventivato, e l'inaugurazione slittò al 1º agosto.
Furono invitate, oltre alle nazioni Alleate, anche Danimarca e Svezia. L'invito inizialmente era stato anche alle potenze sconfitte, Germania ed Austria, ma fu ritirato per le pressioni di Francia e Gran Bretagna, i cui piloti in particolare si dimostrarono contrari ad esibirsi a fianco di chi, fino a pochi mesi prima, era stato un loro nemico.
Nonostante ciò all'ELTA avrebbero preso parte diversi velivoli Fokker, di fabbricazione tedesca, in quanto quello stesso anno l'azienda si era trasferita dalla Germania ai Paesi Bassi.

### Associazione di Promozione dell'ELTA
La Vereeniging Eerste Luchtverkeer Tentoonstelling Amsterdam (Associazione per la Promozione della Prima Esibizione Aeronautica di Amsterdam) era così strutturata:
- generale Cornelis Jacobus Snijders, presidente
- Albert Plesman, presidente
- M.L.J. Hofstee, segretario
- Eddy Fuld, tesoriere
- W.F. Boterhoven de Haan, capo della sezione tecnica
- Gerrit Willem Wolter Carel jr., barone di van Hoëvell
- B. Wertenbroek
- P. Tax

## La manifestazione
All'inaugurazione era presenti solo pochi aerei ed alcuni locali del padiglione non erano del tutto finiti.
In ogni caso, il numero di velivoli crebbe rapidamente ed alla fine della manifestazione raggiunse il centinaio, compresi molti aerei che avevano combattuto nella prima guerra mondiale, diversi prototipi come il britannico Airco DH.9R, l'italiano Fiat B.R. o l'olandese Spijker V.3, nonché due dirigibili. Tra i piloti che si esibirono ci furono numerosi assi della Grande Guerra, come il francese René Fonck, che con 75 vittorie fu secondo solo al Barone Rosso, e l'italiano Mario Stoppani. Parteciparono anche piloti divenuti celebri per altre imprese, come trasvolate o primati di vario tipo, come Francesco Brach Papa, oltre a diversi piloti collaudatori. Il numero di visitatori che affollarono l'ELTA nelle successive sei settimane è stato stimato da un minimo di 500.000 fino a circa 1.000.000.
L'ELTA vide la visita anche della regina Guglielmina, accompagnata dal principe consorte Enrico, e in un'altra giornata della regina madre Giuliana. Durante le visite reali il prezzo del biglietto d'ingresso fu alzato.
Spettacolare fu l'arrivo di Frederick Sykes, giunto alla manifestazione con cinque Felixstowe F.5. L'aviatore John Alcock giunse invece in treno, trovando al suo arrivo nella Stazione di Amsterdam Centraal oltre 10.000 persone ad attenderlo.
Sebbene nel padiglione fossero presenti numerosi velivoli, la maggior parte degli spettatori fu attratta dalle attività all'aperto. Tra i vari piloti che si esibirono, il più apprezzato fu probabilmente il francese Alfred Fronval, collaudatore della Morane-Saulnier. Pilota acrobatico, si esibì in numerose esibizioni con un Morane-Saulnier MoS-30bis, col proprio cognome dipinto sulle ali e col nome Bijou sulla fusoliera. Furono poi organizzate anche una giornata interamente dedicata ad aerei e piloti italiani ed una agli olandesi. Ogni giovedì si effettuavano voli notturni. In una giornata, chiamata Elite, furono organizzate due gare. La prima si corse sopra la zona espositiva olandese, la seconda su un circuito a stella (Nederlansche Stervlucht) e vide confrontarsi due aerei olandesi, lo Spijker V.2 e il Rumpler C.VIII. Una terza gara, riservata agli idrovolanti, fu annullata dopo l'incidente in cui perse la vita il pilota olandese J. Heckman, che si stava esibendo su un Friedrichshafen FF 33L. Al pubblico fu offerta anche la possibilità di volare come passeggeri su vari aerei, che alla fine della manifestazione avevano portato in volo oltre 4.000 persone.
La manifestazione si concluse il 14 settembre 1919. La Vereeniging Eerste Luchtverkeer Tentoonstelling Amsterdam fu sciolta nel marzo 1920.
I locali in cui si svolse la manifestazione furono rilevati da Anthony Fokker, che li impiegò per la sua Nederlandse Vliegtuigenfabriek, successivamente rinominata Fokker.

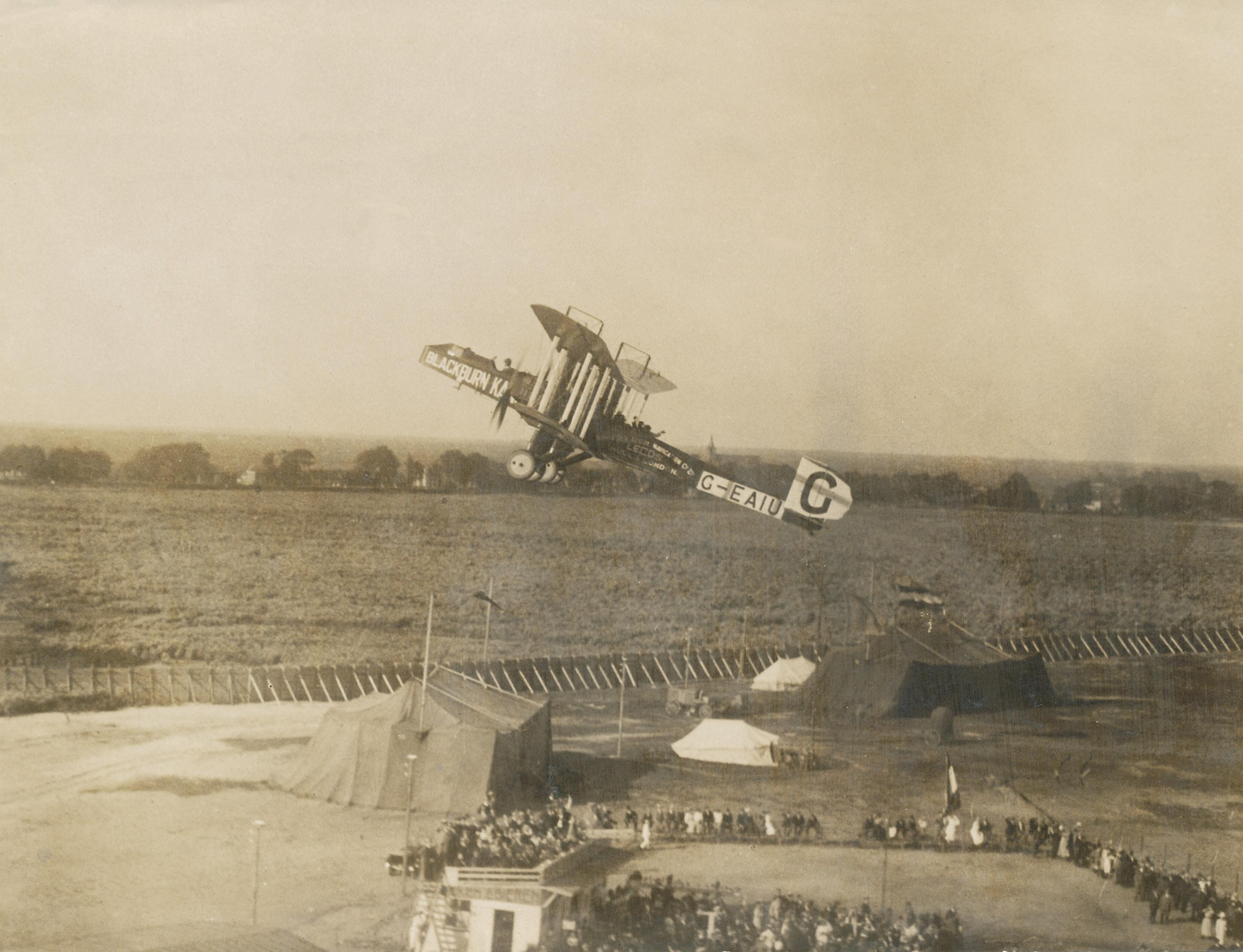
Il decollo di un Blackburn Kangaroo nel corso della manifestazione. All'ELTA presero parte tre di questi velivoli, che complessivamente portarono in volo 1.400 passeggeri.

### Il contingente britannico
Il contingente britannico fu, assieme a quello olandese, il più numeroso della manifestazione.
Il primo aereo, un imponente Handley Page V/1500, giunse già il 25 luglio. Tra le attività più importanti organizzate dai britannici ci furono voli di piacere offerti al pubblico, che poteva scegliere tra nove aerei della Avro e tre Blackburn Kangaroo. La maggior parte delle esibizioni furono effettuate con BAT F.K.23 Bantam. Tra i piloti ad esibirsi col Bantam ci fu anche Christopher Draper, asso della prima guerra mondiale.
Le principali aziende aeronautiche britanniche presenti furono: Airco, Avro, BAT, Blackburn, Handley Page, Royal Aircraft Establishment e Vickers Limited.
I britannici portarono inoltre due dirigibili, l'Armstrong Whitworth R33 e lo Short R32.

### Il contingente italiano
Il contingente italiano si riservò una sezione del padiglione, in cui furono esposti a turno 1-2 aerei per volta. Si trattava principalmente dell'Ansaldo S.V.A. 10 e del Caproni Ca.58, ma occasionalmente furono esposti altri velivoli, come il Fiat B.R..
Il primo ad arrivare fu Umberto Guglielmotti, che giunse all'ELTA il giorno dell'apertura con un Ansaldo S.V.A. 10. Arturo Ferrarin giunse direttamente da Parigi a bordo di un Ansaldo A.1 Balilla. Ferrarin, parte di una delegazione inviata per promuovere gli aerei italiani, fu inviato ad Amsterdam come punizione per aver ingaggiato un finto dogfight con un aereo olandese.
Il prototipo dell'Ansaldo A.300/2, pilotato da Mario Stoppani, giunse con a bordo il suo progettista, Giuseppe Brezzi.
La Caproni portò diversi velivoli, tra cui il Caproni Ca.48, in dimensioni secondo solo al V/1500 britannico, che pilotato da Giulio Laureati effettuò un volo non-stop da Milano con sei passeggeri a bordo. Tra le altre aziende presenti ci furono la FIAT, col già citato Fiat B.R. portato in volo da Francesco Brach Papa, la Nieuport-Macchi con i Macchi M.7 ed M.8 e la SIAI con i SIAI S.9 ed S.13
Tra i piloti che più si esibirono ci fu Guglielmotti, che fu citato anche dalla stampa olandese. Oltre a vari voli con lo S.V.A. 10, effettuò un volo assieme ad Anthony Fokker (su un Fokker D.VII) e a Willem Versteegh (su uno Spijker V.3). Anche l'esibizione di Brach Papa sul B.R. ottenne numerose attenzioni, in particolare dalla stampa britannica.
Il 24 agosto ci fu la Giornata Italiana. Per l'occasione, boy-scout girarono tra il pubblico vendendo un libretto sull'aviazione italiana. Il ricavato, 5.374,5 fiorini, fu devoluto ai poveri di Amsterdam.

## Piloti partecipanti
Tra parentesi i velivoli su cui si sono esibiti
- Willem Versteegh (Spijker V.3 e Fokker D.VII)
- Anthony Fokker (vari velivoli Fokker)
- sergente A.S. Kröger (Friedrichshafen FF 33L)
- tenente J. Heckmann (Friedrichshafen FF 33L) †
- maggiore Henry Meintjes (Handley Page)
- Bernard de Waal (Fokker)
- Adolf Parge (Fokker D.VII, Fokker C.I ed altri)
- capitano Brown (Avro 504k e Avro 534 Baby)
- capitano H.A. Hammersley (Avro 534)
- D. Shanks (Avro 504k)
- Frits Koolhoven
- maggiore Christopher Draper (BAT F.K.23 Bantam e BAT F.K.26 Limousine)
- Robin Duke (BAT F.K.23 Bantam)
- capitano Cyril Turner (BAT F.K.23 Bantam)
- capitano Stanley Cockerell (Vickers Vimy Commercial)
- capitano H.J. Saint (Airco DH.9B)
- capitano Gerald Gathergood (Airco DH.9R)
- Mr. Ash (Gosport Flying Boat)
- tenente Eardley 'Bill Lawford (Airco DH9.B)
- capitano Walter George Raymond Hinchliffe (Avro 504k e Avro 534 Baby)
- sergente (P?) Pike (Handley Page V/1500)
- Reginald W. Kenworthy (Blackburn R.T.1 Kangaroo)
- capitano Sidney John Woolley (Blackburn R.T.1 Kangaroo)
- maggiore Richard Spencer Minshull Veale (Blackburn R.T.1 Kangaroo)
- tenente colonnello R. Hope Veere (Felixstowe F.5)
- capitano W.H.N. Shakespeare (Handley Page O/7)
- tenente colonnello W. Sholto Douglas (Handley Page V/1500)
- capitano Andrew Glover Ingles (Avro 504 e Avro 536)
- capitano Frank Leonard Roberts (Avro 504k e Avro 536)

- Bonaccini (non confermato)
- tenente Stefano Righi (Caproni Ca.57)
- tenente Manlio Borri (Caproni Ca.450)
- tenente Arturo Ferrarin (Ansaldo A.1 Balilla)
- capitano Barzotti
- tenente Alberto Lelo Portela (Breguet 14A.2)
- tenente Antonio de Souza Maya (Breguet 14A.2)
- tenente Francesco Brach Papa (Fiat B.R.)
- tenente Umberto Guglielmotti (Ansaldo S.V.A. 10)
- tenente colonnello B.F Castel A.S (De Havilland DH.4A)
- maggiore Melvin Hall M.A.A.S.
- tenente Gaston Damelincourt (Farman F.50 P)
- capitano René Fonck (Spad S.XV/5)
- tenente Georges Flachaire (Nieuport 29 C.1)
- capitano Robert Lafon (S.E.4)
- Alfred Fronval (Morane-Saulnier MoS-30bis)
- Gaston Bourgeois (Morane-Saulnier MoS-35)
- Georg Boulard (Caudron G.3)
- Albert Duchereux (Farman F.46)
- Pierre Chanteloup (Caudron G.3)
- tenente Henri Roget (Breguet 14 T2 e 17 C2)
- Mario Stoppani (Ansaldo A.300/2)
- tenente Moltari (Caproni Ca.57)
- tenente Guido Masiero (Ansaldo S.V.A. 10)
- tenente di vascello Carlo di Robilant (Macchi M.8)
- tenente Umberto Guarnieri (Savoia S.13 e Macchi M.8)
- tenente Campucci (Savoia S.13)
- capitano Giulio Laureati (Caproni Ca.48)
- tenente Umberto Maddalena (Savoia S.9)

## Velivoli partecipanti per nazione
I numeri tra parentesi indicano il numero degli esemplari presenti alla manifestazione

### Francia
- Breguet 14 A2 (2)
- Breguet 14 T2 (1)
- Breguet 17 C2 (1)
- Caudron G.3 (3)
- Farman F.46 (1)
- Farman F.50 P (1)
- Farman F.60 Goliath (1)
- Morane-Saulnier MoS-30bis (1)
- Morane-Saulnier MoS-35 (1)
- Nieuport 29 C.1 (1)
- SPAD S.XV/5 (1)

### Regno Unito
- Airco DH.4A (1)
- Airco DH.9B (1)
- Airco DH.9R (1)
- Airco DH.10 (1)
- Airco DH.16 (1)
- Armstrong Whitworth R33 (dirigibile)
- Avro 504K (5)
- Avro 504L (2)
- Avro 534 Baby (1)
- Avro 536 (2)
- Blackburn R.T.1 Kangaroo (3)
- BAT F.K.23 Bantam (3)
- BAT F.K.26 Limousine (1-2)
- BAT F.K.28 Crow (1)
- Felixstowe F.2A (1)
- Felixstowe F.5 (5)
- Gosport Flying Boat (1)
- Handley Page O/7 (3)
- Handley Page V/1500 (1)
- Royal Aircraft Factory S.E.4 (1)
- Short R32 (dirigibile)
- Vickers F.B.27 Vimy (1)
- Vickers Vimy Commercial (1)

### Italia
- Ansaldo A.1 Balilla (1)
- Ansaldo A.300/2 (1)
- Ansaldo S.V.A. 10 (3)
- Caproni Ca.48 (1)
- Caproni Ca.57 (1)
- Caproni Ca.58 (1)
- Caproni Ca.450 (1)
- Fiat B.R. (1)
- Macchi M.7 (1)
- Macchi M.8 (1)
- Savoia S.9 (1)
- Savoia S.13 (1)

### Paesi Bassi
La Fokker si trasferì dalla Germania ai Paesi Bassi nel 1919. Tutti gli aerei Fokker presenti erano stati prodotti in Germania
- Carley S.1 (1)
- Fokker C.I (2)
- Fokker D.VII (1)
- Fokker D.VIII (1)
- Fokker M.17E (1)
- Fokker V.33 (1)
- Fokker V.39 (1)
- Fokker V.42 (1)
- Friedrichshafen FF 33L (3+)
- Friedrichshafen FF 49C (1)
- LVG B.III (1)
- Rumpler C.VIII (8)
- Spijker V.2 (1)
- Spijker V.3 (1)
- Van Berkel W-A (1)
- Vreeburg A.2M (1)